# 安樂傳
《安樂傳》（英語：The Legend of Anle），是改編自星零的小說《帝皇書》的一部中國大陸古裝傳奇電視劇，由上海影视传媒出品。該劇由導演成志超執導，迪麗熱巴、龔俊、刘宇宁領銜主演。該剧于2021年7月20日在橫店影視城開機拍攝，11月12日殺青。该剧于2023年7月12日在优酷播出，海外地区由Youku海外版播出，台灣地区由LINE TV、LiTV 線上影視 、中華電信MOD、Hami Video以及MyVideo跟播。

## 播放平台
| 頻道          | 所在地   | 日期          | 時間  | 備註                 |
| ------------- | -------- | ------------- | ----- | -------------------- |
| 優酷          | 中国大陆 | 2023年7月12日 | 20:40 | 網絡平台             |
| LINE TV       | 臺灣     | 2023年7月13日 | 12:00 | 網絡平台             |
| LiTV 線上影視 | 臺灣     | 2023年7月13日 |       | 網絡平台             |
| Astro QJ      | 马来西亚 | 2023年8月28日 | 17:00 | 每日播出一集         |
| 八大戲劇台    | 臺灣     | 2025年4月2日  | 21:00 | 星期一至五，播出一集 |

## 简介
一心为家族翻案的任安乐心系苍生，在帮助百姓的过程中，被韩烨所赏识。经过屡次携手为民解困，二人的感情也随之升温。

## 演員列表
| 演員                        | 角色及身分概述                                           |
| --------------------------- | -------------------------------------------------------- |
| 迪麗熱巴 少年：克里斯蒂娜   | 帝梓元／任安樂，開國功臣之後，曾任安樂寨寨主、大理寺少卿 |
| 龔俊 少年：簡宇熙           | 韓燁，曾任太子，心系帝梓元                               |
| 劉宇寧 少年：李益家（ALEX） | 洛銘西，曾任刑部尚書，喜歡帝梓元                         |
| 楊明娜                      | 太后／孫瑜君                                             |
| 宗峰岩                      | 嘉昌帝                                                   |
| 夏楠 少年：馬藝芮           | 安寧 ，曾任大靖長公主                                    |
| 董思辰                      | 韓寧西                                                   |
| 詹曉楠                      | 帝盛天                                                   |
| 陳柯霄 少年：               | 帝燼言                                                   |
| 陳濤（陳柯霄） 少年：       | 溫朔／帝燼言                                             |
| 裴子添                      | 冷北／莫北，曾任安寧的貼身侍衛及北秦皇子                 |
| 孫信宏                      | 古雲年                                                   |
| 賀彬                        | 姜瑜，因使用帝燼言身份威脅韓燁而被韓燁殺死               |
| 高毅                        | 魏諫                                                     |
| 孔語浩                      | 白諍                                                     |
| 李曉磊                      | 良喜                                                     |
| 嚴志平                      | 錢廣進                                                   |
| 張乙愷                      | 吉利                                                     |
| 張鑫浩                      | 簡宋                                                     |
| 陳潔                        | 孫嬤嬤                                                   |
| 胡普                        | 趙福                                                     |
| 朱榮榮                      | 李由                                                     |
| 魏春光                      | 鍾禮文                                                   |
| 尚新月                      | 苑琴                                                     |
| 龍水婷                      | 苑書                                                     |
| 白冰可                      | 莫霜                                                     |
| 寧小花                      | 裴沾                                                     |
| 李帥                        | 黃浦                                                     |
| 孫信宏                      | 古雲年                                                   |
| 高蓓蓓                      | 古夫人                                                   |
| 達尼亞爾 多里坤             | 古齊善                                                   |
| 王奕婷                      | 琳琅，曾替洛銘西辦事，喜歡洛銘西                         |
| 李淑婷 少年：李子軒         | 帝承恩，替代帝梓元被洛銘西送往玳山囚禁                   |
| 秦曉軒                      | 慕青，曾和帝承恩留在玳山                                 |
| 劉瀚陽                      | 鍾海，曾任帝家軍舊部                                     |
| 郭雲飛                      | 張堅                                                     |
| 于軒晨                        | 吳越                                                     |
| 杜子陽                      | 周福                                                     |
| 袁志穎                      | 林聰                                                     |
| 張未柯                      | 王石（幕僚）                                             |
| 孫魚洋                      | 說書人A                                                  |
| 王正權                      | 說書人B                                                  |
| 周憶丹                      | 胡夫人                                                   |
| 孫栩澤                      | 張福                                                     |
| 路順                        | 胡掌櫃                                                   |

## 电视剧歌曲
| 《安乐传》电视剧原声带 | 《安乐传》电视剧原声带 | 《安乐传》电视剧原声带 | 《安乐传》电视剧原声带   | 《安乐传》电视剧原声带 | 《安乐传》电视剧原声带 |
| 曲序                   | 曲目                   |                        | 作曲                     | 编曲                   | 演唱                   |
| ---------------------- | ---------------------- | ---------------------- | ------------------------ | ---------------------- | ---------------------- |
| 1.                     | 念你（主题曲）         | 赵素冰                 | 韩宗晏 芦安瑞            | 回凤超 王梦菲          | Sunnee                 |
| 2.                     | 愿光（片尾曲）         | 赵素冰                 | 姜海成 芦安瑞            | 回凤超 王梦菲          | 刘宇宁                 |
| 3.                     | 星盼（插曲）           | 赵素冰 袁也@灼梦STUDIO | 丁嘉昱@灼梦STUDIO 刘兆伦 | 回凤超 王梦菲          | 阿蘭·達瓦卓瑪          |
| 4.                     | 心上诺（插曲）         | 赵素冰                 | JIANO冼嘉宁 刘兆伦       | 回凤超 王梦菲          | 李鑫一                 |
| 5.                     | 续长歌（插曲）         | 杨东英                 | 马原                     | 回凤超 王梦菲          | 孟佳 張遠              |
| 6.                     | 无罔（插曲）           | 田吳                   | 林乔 凌波                | 林乔 回凤超 王梦菲     | 阿yueyue               |

## 宣傳活動
- 2021年7月19日，《安樂傳》劇組在橫店舉行開機宴[8]。
- 2021年7月20日，11:00，《安樂傳》官方微博發佈概念海報，宣布電視劇《安樂傳》正式開拍；11:36，安樂傳劇組在橫店影視城舉辦開機儀式；16:50，安樂傳官方微博公布主演名單[9]。
- 2021年8月14日，《安樂傳》官方微博於七夕佳節當天發佈男女主角的雙人新海報，「迪麗熱巴龔俊七夕海報」登上微博熱搜[10]。
- 2021年9月21日，《安樂傳》官方微博於09:59起發布領銜主演迪麗熱巴、龔俊、劉宇寧的單人劇照；10:30，發布其他出演夏楠、裴子添、陳柯霄、李淑婷、王奕婷、龍水婷、尚新月、秦曉軒兒、白冰可的單人劇照，隨後#迪麗熱巴安樂傳中秋節劇照#登上微博熱搜。
- 2021年11月12日，《安樂傳》全劇殺青。翌日，《安樂傳》官方微博發布殺青特輯、殺青照及首張男女主角海報[6]。
- 2022年9月21日，《安樂傳》官方微博發佈男女主角的雙人新海報及第一支預告[11]。

## 軼事
- 此剧为迪丽热巴與刘宇宁继《长歌行》后再度合作。
- 此剧為龔俊與導演成志超继《山河令》后再度合作。

## 原著小說
| 出版時間   | 書籍名稱   | 作者 | 出版社     | 國際標準書號       |
| ---------- | ---------- | ---- | ---------- | ------------------ |
| 2018年10月 | 《帝皇書》 | 星零 | 長江出版社 | ISBN 9787549260287 |